# Еремеев, Павел Георгиевич
Павел Георгиевич Еремеев (1941—2022) — российский учёный в области теоретических и экспериментальных исследований и разработки новых конструктивных форм большепролетных металлических конструкций, доктор технических наук, профессор, Почётный член РААСН, заслуженный строитель РФ, лауреат Государственной премии СССР (1986) и Премии Правительства РФ (2011).

## Биография
Родился в 1941 году в  Баку.
Окончил в 1964 году Азербайджанский политехнический институт и стал работать инженером-конструктором в ГипроАзнефти.
В 1970—1973 гг. обучался в аспирантуре ЦНИИСК им. В. А. Кучеренко и потом работал там же в лаборатории металлических конструкций (ЛМК): младший, старший, ведущий, главный научный сотрудник. Последняя должность — главный научный Сотрудник сектора большепролетных металлических конструкций ЛМК ЦНИИСК им. В. А. Кучеренко.
Диссертации:
- Исследование мембранной (тонколистовой) оболочки в форме гиперболического параболоида на квадратном плане : диссертация … кандидата технических наук : 05.23.01. — Москва, 1973. — 156 с. : ил.
- Эффективные конструкции металлических мембранных оболочек на плоском замкнутом опорном контуре : диссертация … доктора технических наук : 05.23.01 / Научно-исслед. и проектно-эксперимент. ин-т комплексных проблем строит. конструкций и сооружений. — Москва, 1991. — 454 с. : ил.

П. Г. Еремеев — автор (и соавтор) более 140 научных публикаций, 13 изобретений; руководитель научной школы создания пространственных металлических конструкций. Под его руководством защищено 12 кандидатских диссертаций.
Получил Государственную премию СССР 1986 года (в составе коллектива) — за создание мембранных перекрытий большепролётных зданий и сооружений, а также премию Правительства Российской Федерации 2011 года (в составе коллектива) — за разработку и осуществление комплексной системы научно-технического обеспечения эксплуатационной надежности металлических конструкций при возведении уникальных строительных объектов.
Заслуженный строитель РФ (04.03.2004). Почётный член РААСН.
Скоропостижно умер 1 августа 2022 года.